# Ондржей Моравец
Ондржей Моравец (на чешки: Ondřej Moravec) е чешки биатлонист. Сребърен медалист от Сочи 2014, бронзов медалист от световното първенство през 2013.